# Галана
Гала́на (англ. Galana River) — вторая по значению река Кении после Таны. Длина 350 км (547 км), площадь бассейна — 43 000 км² (44 000 км²). В верхнем и среднем течении называется А́ти (англ. Athi River). Верхнее и среднее течение реки проходит по гористой местности, на этом её отрезке встречается много порогов и водопадов. За водопадом Лугардс река выходит на низменные равнины под названием Сабаки (Sabaki River). Впадает в Индийский океан севернее города Малинди.
Берёт начало под названием Ати у подножья гор Нгонг на лавовом плато Кикуйю (Kikuyu) к югу от Найроби, на краю Великой рифтовой долины.
У истока находится город Ати-Ривер, в котором находятся штаб-квартиры крупных цементных компаний ARM Cement Limited (Athi River Mining Limited) и East African Portland Cement Company (EAPCC). В Ати-Ривере находится завод EAPCC мощностью 600 тыс. т в год. Цементный завод ARM Cement мощностью 120 тыс. т в год находится в Калолени близ города Момбаса. Цементный завод ARM Cement в Малинди был построен в 1994—1996 гг. В Ати-Ривере на реке находится железнодорожный мост Athi River Super Bridge железной дороги Момбаса — Найроби.
От Ати-Ривер течёт на север и собирает воды многочисленных рек и ручьёв, стекающих с восточного склона хребта Абердэр. Восточнее города Тика поворачивает на юго-восток и огибает с севера потухший вулкан Оль-Доиньо-Сабук (2148 м) параллельно реке Тика. Здесь, размывая вулканические породы, образует знаменитые водопады Фортин-Фолс (Fourteen Falls, «14 водопадов»).
Затем течёт на юго-восток, прорезает западные склоны древнего плато Ятта (Yatta Plateau), параллельно пересыхающей реке Тива (Tiva River) и собирает многочисленные реки и ручьи правобережья. У южного края плато Ятта, слившись с рекой Цаво поворачивает на восток и принимает название Галана. Здесь, на территории Национального парка Восточный Цаво, река подмывает древний цоколь восточного края нагорья, в сухой сезон она местами течёт в подземном русле или в узких теснинах. В этом районе встречаются бегемоты и крокодилы. Далее на реке находится водопад Лугардс (Lugards Falls, Лугард, Lugard Falls). За водопадом Лугардс река выходит на низменные равнины под названием Сабаки. В дождливый сезон она многоводна и разливается по равнине, в сухой — резко мелеет. Впадает в Индийский океан севернее города Малинди. Недалеко от устья Галаны находится морской космодром Сан-Марко.
Судоходна для каноэ на 160 километров, до водопада Лугардс.
В пределах водосборного бассейна обнаружен вид Labeo gregorii из семейства карповых.